# واینزبورو (تنسی)
واینزبورو (به انگلیسی: Waynesboro) شهری در ایالت کشور ایالات متحده آمریکا است که جمعیت آن در سرشماری سال ۲۰۱۰ میلادی، ۲٬۴۴۹ نفر بوده‌است.